# (6657) Otukyo
(6657) Otukyo est un astéroïde de la ceinture principale.

## Description
(6657) Otukyo est un astéroïde de la ceinture principale. Il fut découvert le 17 novembre 1992 à Dynic par Atsushi Sugie. Il présente une orbite caractérisée par un demi-grand axe de 2,28 UA, une excentricité de 0,24 et une inclinaison de 5,1° par rapport à l'écliptique.

## Compléments